# 索克拉皮茲 (明尼蘇達州)
索克拉皮茲（英語：Sauk Rapids）是一個位於美國明尼蘇達州本頓縣的城市。

## 人口
根據2020年美國人口普查的數據，索克拉皮茲的面積為16.89平方千米，當中陸地面積為16.28平方千米，而水域面積為0.61平方千米。當地共有人口13862人，而人口密度為每平方千米821人。